# Union Hill-Novelty Hill
Union Hill-Novelty Hill és una concentració de població designada pel cens dels Estats Units a l'estat de Washington. Segons el cens del 2000 tenia 11.265 habitants.

## Demografia
Segons el cens del 2000, Union Hill-Novelty Hill tenia 11.265 habitants, 3.584 habitatges, i 3.103 famílies. La densitat de població era de 178,7 habitants per km².
Dels 3.584 habitatges en un 53,4% hi vivien nens de menys de 18 anys, en un 78,7% hi vivien parelles casades, en un 4,9% dones solteres, i en un 13,4% no eren unitats familiars. En el 9% dels habitatges hi vivien persones soles el 2% de les quals corresponia a persones de 65 anys o més que vivien soles. El nombre mitjà de persones vivint en cada habitatge era de 3,14 i el nombre mitjà de persones que vivien en cada família era de 3,37.
Per edats la població es repartia de la següent manera: un 33,3% tenia menys de 18 anys, un 5,1% entre 18 i 24, un 31,2% entre 25 i 44, un 26% de 45 a 60 i un 4,3% 65 anys o més.
L'edat mediana era de 36 anys. Per cada 100 dones de 18 o més anys hi havia 102,5 homes.
La renda mediana per habitatge era de 98.061 $ i la renda mediana per família de 105.758 $. Els homes tenien una renda mediana de 77.954 $ mentre que les dones 46.167 $. La renda per capita de la població era de 46.538 $. Aproximadament el 2,3% de les famílies i el 2,9% de la població estaven per davall del llindar de pobresa.

## Poblacions properes
El següent diagrama mostra les poblacions més properes.